# For Everyman
| 전문가 평가                       | 전문가 평가 |
| 평가 점수                         | 평가 점수   |
| 출처                              | 점수        |
| --------------------------------- | ----------- |
| AllMusic                          | [ 1 ]       |
| Christgau's Record Guide          | B           |
| The Encyclopedia of Popular Music | [ 3 ]       |
| Rolling Stone                     | (no rating) |

《For Everyman》은 1973년 10월에 발매된 미국의 싱어송라이터 잭슨 브라운의 두 번째 스튜디오 음반이다. 이 음반은 빌보드 200 차트에서 43위로 정점을 찍었고 싱글 〈Redneck Friend〉는 빌보드 핫 100 차트에서 85위에 올랐다. 2012년, 이 음반은 《롤링 스톤》의 역사상 가장 위대한 음반 500장 목록에서 450위에 올랐다.

## 배경
《For Everyman》은 다악기 연주자 데이비드 린들리와 브라운의 오랜 결합의 데뷔를 기념했다. 객원 아티스트로는 데이비드 크로스비 (타이틀곡의 하모니), 글렌 프라이 (〈Redneck Friend〉의 하모니), 엘튼 존 (〈Redneck Friend〉의 피아노), 돈 헨리 (〈Colors of the Sun〉의 하모니), 조니 미첼, 보니 레잇가 포함되었다.
타이틀곡은 크로스비, 스티븐 스틸스 및 폴 캔트너가 작곡한 종말론적 〈Wooden Ships〉에 대한 응답으로 브라운이 작곡했다. 그의 〈These Days〉 버전은 니코, 〈Colors of the Sun〉을 커버하기도 한 톰 러시 및 그렉 올맨이 이전에 녹음한 후 여기에 나타난다. 니코는 1967년에 이 노래를 처음으로 녹음했다. 브라운은 나중에 "올맨이 요즘 했을 때 저는 그가 정말로 그 노래의 파워를 풀었다고 생각했습니다. 저는 피아노를 연주하기 시작했습니다. 그렉처럼 부르려고 한 것이 아닙니다. 그럴 수 없었습니다. 저는 큐를 잡고 천천히 걸었습니다. 그러나 그것은 매우 약간 더 평평하게 작성되었습니다."라고 말했다. 〈Take It Easy〉는 브라운과 프라이가 작곡했으며 1972년 5월 1일에 발매된 이글스의 첫 번째 싱글이 되었다.
《For Everyman》은 미국 음반 산업 협회로부터 1975년 골드 레코드, 1989년 플래티넘 인증을 받았다.

## 곡 목록
모든 곡들은 특별한 언급이 없는 한 잭슨 브라운에 의해 작사/작곡하였다.
| #  | 제목                        | 작사·작곡           | 재생 시간 |
| -- | --------------------------- | ------------------- | --------- |
| 1. | 〈Take It Easy〉            | 브라운, 글렌 프라이 | 3:39      |
| 2. | 〈Our Lady of the Well〉    |                     | 3:51      |
| 3. | 〈Colors of the Sun〉       |                     | 4:26      |
| 4. | 〈I Thought I Was a Child〉 |                     | 3:43      |
| 5. | 〈These Days〉              |                     | 4:41      |

| #  | 제목                      | 재생 시간 |
| -- | ------------------------- | --------- |
| 1. | 〈Redneck Friend〉        | 3:56      |
| 2. | 〈The Times You've Come〉 | 3:39      |
| 3. | 〈Ready or Not〉          | 3:33      |
| 4. | 〈Sing My Songs to Me〉   | 3:25      |
| 5. | 〈For Everyman〉          | 6:20      |